# 030 W 1 à 45
Les 030 W 1 à 45 sont des locomotives d'origine anglaise de disposition 030, intégrées au parc de la SNCF après la Seconde Guerre mondiale. Certaines de ces machines sont venues en France, durant la Première Guerre mondiale.

## Genèse
Durant la Première Guerre mondiale, le War Office décide de la création du Railway Operating Division (ROD) avec pour principale tâche de s'occuper de tout ce qui a trait au chemin de fer que ce soit sur le front ou pour assurer la logistique. 
Le ROD décide dès lors de la construction de machines neuves ou/et de la réquisition de locomotives des réseaux anglais, mais aussi de matériel français ou du matériel belge évacué en 1914, pour assurer sa mission.

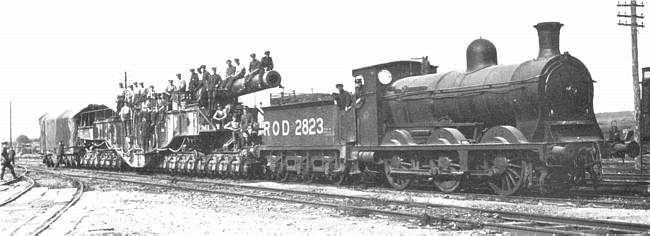
Malgré son apparence britannique, cette 030 du ROD remorquant une pièce d'artillerie lourde anglaise en 1918 est une locomotive belge, type 30 des chemins de fer de l'État belge.

## Description
Ces locomotives disposent d'un moteur à simple expansion à deux cylindres. La distribution ést intérieure et du type « Stephenson ».

## Utilisation et services
Ces locomotives proviennent  de la classe 2301 du Great Western Railway. Elles sont appelées " Dean Goods " du nom de l'ingénieur anglais William Dean et goods (marchandises) désignant leur utilisation. 
Les ateliers de Swindon construisent 260 machines de cette série entre 1883 et 1899.
Elles sont numérotées au Great Western Railway dans deux séries:
- 2301 à 2360
- 2381 à 2580

Durant la Première Guerre mondiale en 1917, le ROD envoie en France 62 locomotives. Une partie de ces machines retourne au Royaume-Uni à la fin du conflit.
En 1940, le War Office envoie 79 machines en France. Une partie de ces machines est détruite par fait de guerre et l'occupant en saisit plusieurs, restées sur le sol français à la suite de l'armistice.
Les machines restantes sont attribuées :
- à la région ouest pour 35 locomotives, où elles forment la série 3-030 W 1 à 20, 28 à 41 et 45
- et à la région Nord pour 20 locomotives, où elles conservent leur numérotation anglaise.

Après la guerre, une partie de ces machines est envoyée en Chine (16 machines) et l'autre, est rapatriée au Royaume-Uni (30 locomotives), le reste étant radié à la fin des années 1940.
La série 3-030 W 1 à 45 ne comporte que 35 machines car dix numéros ont été laissés vacants pour les machines 3-030 TW 21 à 27 et 42 à 44.

## Caractéristiques
- Pression de la chaudière : 12,7 bar (1,27 MPa)
- Surface de grille : 1,5 m2
- Surface de chauffe : 99 m2
- Diamètre et course des cylindres : 432 & 610 mm
- Diamètre des roues motrices : 1 575 mm
- Capacité des soutes à eau : ?? m³
- Capacité de la soute à charbon : ?? t
- Masse à vide : 36 t
- Masse en ordre de marche : ?? t
- Masse adhérente : ?? t
- Longueur hors tout : ?? m
- Vitesse maxi en service : ?? km/h

## Locomotive préservée
Une locomotive est préservée en Angleterre, la n°2516, au musée de Swindon : le " Swindow steam museum".